# Rostysław Nowożeneć
Rostysław Nowożeneć (ukr. Ростислав Новоженець; ur. 24 maja 1956 we Lwowie) – ukraiński polityk nacjonalistyczny, deputowany lwowskiej rady obwodowej z Bloku Julii Tymoszenko w latach 2006-2010.
Pomysłodawca nazwania nowo powstającego we Lwowie stadionu na Euro 2012 imieniem Stepana Bandery. Nowożeneć ponadto stoi na czele fundacji "Ukraina-Ruś", która w 2010 roku wydała przewodnik zatytułowany "Ukraińskie miejsca w Polsce", który spotkał się ze stanowczym odzewem w mediach polskich. W przewodniku tym znalazły się m.in. niezgodne z prawdą twierdzenie, że plemię Polan to plemię ukraińskie, Juliusz Słowacki, Zygmunt II August, Stanisław August Poniatowski byli Ukraińcami, a Kraków to staroukraiński gród, który dostał się pod okupację Polaków.
Od państwa rosyjskiego zażądał 10,5 bilionów hrywien jako odszkodowanie dla Ukrainy za "śmierć milionów jej mieszkańców z rąk rosyjskich oprawców".
Przed rozpoczęciem obchodów 65. rocznicy masowej zbrodni na ludności polskiej we wsi Huta Pieniacka, dokonanej przez nacjonalistów ukraińskich i ukraińskich ochotników do niemieckiego 4 Pułku Policji SS, Nowożeneć zażądał demontażu pomnika upamiętniającego ofiary mordu, wystawionego w tej miejscowości w 2005 roku przez polską organizację państwową Radę Ochrony Pamięci Walk i Męczeństwa.
Nawoływał również do przyłączenia do Ukrainy ziem południowej i wschodniej Polski, południowej Białorusi, części Rosji, Mołdawii i Rumunii.